# Campeonato Deutsche Bank
El Campeonato Deutsche Bank es un torneo masculino de golf que se disputa desde 2003 en el Tournament Players Club of Boston, del poblado de Norton, estado de Massachusetts, Estados Unidos, cerca de la ciudad de Boston. Forma parte del calendario del circuito estadounidense PGA Tour, y se disputa a principios de septiembre con la última ronda el lunes del Labor Day.
En 2007, el Campeonato Deutsche Bank se convirtió en la segunda fecha de los playoffs del PGA Tour, de modo que tiene una nómina de competidores limitada a los 100 mejores golfistas de la temporada. La bolsa de premios asciende a 8 millones de dólares desde el año 2011, por encima de los torneos regulares del circuito.
Desde 2007, el Campeonato Deutsche Bank se emite en Estados Unidos por la cadena de televisión NBC.

## Ganadores
| Año  | Golfista          | Golpes    |
| ---- | ----------------- | --------- |
| 2003 | Adam Scott        | 264 (–20) |
| 2004 | Vijay Singh       | 268 (–16) |
| 2005 | Olin Browne       | 270 (–14) |
| 2006 | Tiger Woods       | 268 (–16) |
| 2007 | Phil Mickelson    | 268 (–16) |
| 2008 | Vijay Singh       | 262 (–22) |
| 2009 | Steve Stricker    | 267 (–17) |
| 2010 | Charley Hoffman   | 262 (–22) |
| 2011 | Webb Simpson      | 269 (–15) |
| 2012 | Rory McIlroy      | 264 (–20) |
| 2013 | Henrik Stenson    | 262 (–22) |
| 2014 | Chris Kirk        | 269 (–15) |
| 2015 | Rickie Fowler     | 269 (–15) |
| 2016 | Rory McIlroy      | 269 (–15) |
| 2017 | Justin Thomas     | 267 (–17) |
| 2018 | Bryson DeChambeau | 268 (–16) |